# Niyazi Kızılyürek
Niyazi Kızılyürek, né le 19 février 1959 à Nicosie dans la colonie britannique de Chypre (actuel Chypre), est un politologue, chroniqueur et homme politique chypriote, membre du Parti progressiste des travailleurs. Il est député européen de 2019 à 2024.

## Biographie
Il est le premier Chypriote turc à être élu au Parlement européen.